# Liste des monuments nationaux du Norte de Santander
Cet article liste les monuments nationaux du Norte de Santander, en Colombie. Au 25 septembre 2013, quarante-deux monuments nationaux étaient recensés dans ce département.

## Patrimoine matériel
| Code national | Monument                                                   | Municipalité(s)   | Adresse                   | Coordonnées                        | Date | Illustration                                               |
| ------------- | ---------------------------------------------------------- | ----------------- | ------------------------- | ---------------------------------- | ---- | ---------------------------------------------------------- |
|               | Gare ferroviaire de Bochalema                              | Bochalema         |                           | à géolocaliser                     | 1996 | Image manquante Téléverser                                 |
|               | Gare ferroviaire Diamante                                  | Bochalema         |                           | à géolocaliser                     | 1996 | Image manquante Téléverser                                 |
|               | Gare ferroviaire La Donjuana                               | Bochalema         |                           | à géolocaliser                     | 1996 | Image manquante Téléverser                                 |
|               | Puente Real                                                | Chitagá           |                           | à géolocaliser                     | 2005 | Image manquante Téléverser                                 |
|               | Tour de l'horloge de Cúcuta (es)                           | Cúcuta            |                           | à géolocaliser                     | 2003 | Image manquante Téléverser                                 |
|               | Palais du gouvernement du Norte de Santander               | Cúcuta            |                           | à géolocaliser                     | 2005 | Palais du gouvernement du Norte de Santander               |
|               | Gare ferroviaire d'Aguaclara                               | Cúcuta            |                           | à géolocaliser                     | 1996 | Image manquante Téléverser                                 |
|               | Gare ferroviaire d'Aloncito                                | Cúcuta            |                           | à géolocaliser                     | 1996 | Image manquante Téléverser                                 |
|               | Gare ferroviaire de Carrillo                               | Cúcuta            |                           | à géolocaliser                     | 1996 | Image manquante Téléverser                                 |
|               | Gare ferroviaire de Cúcuta                                 | Cúcuta            |                           | à géolocaliser                     | 1996 | Gare ferroviaire de Cúcuta                                 |
|               | Gare ferroviaire d'Aguaclara                               | Cúcuta            |                           | à géolocaliser                     | 1996 | Image manquante Téléverser                                 |
|               | Gare ferroviaire du kilomètre 52                           | Cúcuta            |                           | à géolocaliser                     | 1996 | Image manquante Téléverser                                 |
|               | Gare ferroviaire d'Edén                                    | Cúcuta            |                           | à géolocaliser                     | 1996 | Image manquante Téléverser                                 |
|               | Gare ferroviaire de Guayabal                               | Cúcuta            | Corregimiento de Guayabal | à géolocaliser                     | 1996 | Image manquante Téléverser                                 |
|               | Gare ferroviaire de La Esperanza                           | Cúcuta            |                           | à géolocaliser                     | 1996 | Image manquante Téléverser                                 |
|               | Gare ferroviaire de La Javilla                             | Cúcuta            |                           | à géolocaliser                     | 1996 | Image manquante Téléverser                                 |
|               | Gare ferroviaire de La Tigre                               | Cúcuta            |                           | à géolocaliser                     | 1996 | Image manquante Téléverser                                 |
|               | Gare ferroviaire de Moros                                  | Cúcuta            |                           | à géolocaliser                     | 1996 | Image manquante Téléverser                                 |
|               | Gare ferroviaire de Pamplonita o San Luis                  | Cúcuta            |                           | à géolocaliser                     | 1996 | Image manquante Téléverser                                 |
|               | Gare ferroviaire de Patillales                             | Cúcuta            |                           | à géolocaliser                     | 1996 | Image manquante Téléverser                                 |
|               | Gare ferroviaire de San Rafael del Sur                     | Cúcuta            |                           | à géolocaliser                     | 1996 | Image manquante Téléverser                                 |
|               | Gare ferroviaire de Santa Maria                            | Cúcuta            |                           | à géolocaliser                     | 1996 | Image manquante Téléverser                                 |
|               | Hôpital San Juan de Dios                                   | Cúcuta            |                           | à géolocaliser                     | 2003 | Hôpital San Juan de Dios                                   |
|               | Quinta Teresa                                              | Cúcuta            |                           | à géolocaliser                     | 1996 | Quinta Teresa                                              |
|               | Gare ferroviaire d'Agua Blanca                             | Cúcuta            |                           | à géolocaliser                     | 1996 | Image manquante Téléverser                                 |
|               | Gare ferroviaire d'Alto Viento                             | Cúcuta            |                           | à géolocaliser                     | 1996 | Image manquante Téléverser                                 |
|               | Gare ferroviaire d'El Salado                               | Cúcuta            |                           | à géolocaliser                     | 1996 | Image manquante Téléverser                                 |
|               | Gare ferroviaire de La Jarra                               | Cúcuta            |                           | à géolocaliser                     | 1996 | Image manquante Téléverser                                 |
|               | Gare ferroviaire d'Oripaya                                 | Cúcuta            |                           | à géolocaliser                     | 1996 | Image manquante Téléverser                                 |
|               | Centre historique d'El Carmen                              | El Carmen         |                           | à géolocaliser                     | 2005 | Image manquante Téléverser                                 |
|               | Centre historique de La Playa de Belén                     | El Carmen         |                           | à géolocaliser                     | 2005 | Centre historique de La Playa de Belén                     |
|               | Colonne de la Liberté des Esclaves                         | Ocaña             |                           | à géolocaliser                     | 2002 | Colonne de la Liberté des Esclaves                         |
|               | Complexe historique de la Gran Convención                  | Ocaña             |                           | à géolocaliser                     | 1937 | Complexe historique de la Gran Convención                  |
|               | Sanctuaire de Nuestra Señora de las Gracias de Torcoroma   | Ocaña             |                           | à géolocaliser                     | 1984 | Sanctuaire de Nuestra Señora de las Gracias de Torcoroma   |
|               | Maison de Las Marías                                       | Pamplona          |                           | à géolocaliser                     | 1975 | Maison de Las Marías                                       |
|               | Édifice du Mercado Público de Pamplona                     | Pamplona          |                           | à géolocaliser                     | 1998 | Édifice du Mercado Público de Pamplona                     |
|               | Centre historique de Pamplona                              | Pamplona          |                           | à géolocaliser                     | 1963 | Centre historique de Pamplona                              |
|               | Église de Nuestra Señora del Rosario                       | Pamplonita        |                           | à géolocaliser                     | 1995 | Image manquante Téléverser                                 |
|               | Gare ferroviaire de Puerto Santander                       | Puerto Santander  |                           | à géolocaliser                     | 1996 | Image manquante Téléverser                                 |
|               | Maison natale du général Francisco de Paula Santander (es) | Villa del Rosario |                           | 7° 50′ 01″ nord, 72° 27′ 26″ ouest | 1959 | Maison natale du général Francisco de Paula Santander (es) |
|               | Gare ferroviaire de Villa del Rosario                      | Villa del Rosario |                           | à géolocaliser                     | 1996 | Image manquante Téléverser                                 |
|               | Temple historique de Cúcuta                                | Villa del Rosario |                           | 7° 49′ 44″ nord, 72° 27′ 46″ ouest | 1935 | Temple historique de Cúcuta                                |
|               | Centre historique de Villa del Rosario                     | Villa del Rosario |                           | à géolocaliser                     | 1996 | Centre historique de Villa del Rosario                     |